# 9694 Lycomedes
9694 Lycomedes è un asteroide troiano di Giove del campo greco. Scoperto nel 1960, presenta un'orbita caratterizzata da un semiasse maggiore pari a 5,1019088 UA e da un'eccentricità di 0,0358554, inclinata di 4,94370° rispetto all'eclittica.
L'asteroide è dedicato a Licomede, re di Sciro.